# Parafia św. Floriana w Wirach
Parafia Świętego Floriana – rzymskokatolicka parafia znajdująca się we wsi Wiry, w gminie Komorniki, w powiecie poznańskim. Należy do dekanatu lubońskiego.